# Jim Morita
Jim Morita es un personaje ficticio que aparece en los cómics estadounidenses publicados por Marvel Comics.
Kenneth Choi apareció como el personaje en la película de Marvel Cinematic Universe 2011 Capitán América: el primer vengador, mientras que su descendiente, el director Morita, también apareció en Spider-Man: Homecoming por Choi.

## Historial de publicaciones
Creado por Roy Thomas y Dick Ayers, Jim Morita apareció por primera vez en Sgt. Fury y sus Comandos Aulladores # 38 (enero de 1967).

## Biografía del personaje ficticio
Jim Morita es un soldado japonés-estadounidense durante la Segunda Guerra Mundial. Morita es un soldado Nisei cuya escuadra asistida en los Comandos Aulladores de Nick Fury en varias misiones. Su escuadrón fue capturado en un momento y enviado a un campo de prisioneros nazi, pero los comandos los separaron.

## Poderes y habilidades
Jim Morita era un soldado entrenado.

## En otros medios

### Televisión
- Jim Morita aparece en el episodio de Agents of S.H.I.E.L.D., "Shadows", interpretado por Kenneth Choi.[2] Él está presente con Peggy Carter cuando Daniel Whitehall y los agentes de Hydra son arrestados.

### Película
- Jim Morita fue adaptado para la película Capitán América: el primer vengador, interpretado por el actor Kenneth Choi. Aparece como miembro de los Comandos Aulladores.[3] Él proviene de Fresno, California, donde formó parte del Escuadrón Nisei. Fue capturado por Hydra junto con Dum Dum Dugan, Gabe Jones, James Montgomery Falsworth y Jacques Dernier. Fueron liberados por el Capitán América y luego ayudaron a luchar contra las fuerzas del Cráneo Rojo.
  - Choi también interpreta al director Morita en Spider-Man: Homecoming.[4] Él es el descendiente no especificado de Jim Morita y es el director de Escuela Midtown High de Ciencia y Tecnología. El director Morita aparece por primera vez donde atrapa a Peter Parker que planea escaparse durante un examen y le da detención, que fue supervisada por el entrenador Wilson. Después de que Peter Parker se escapó de la detención y perdió la pasantía de Stark después de lo que sucedió en el Ferry de Staten Island, el director Morita decide no castigar a Peter y le dice que es "un buen niño". Se puede ver una foto de Jim Morita en su oficina.

### Videojuegos
- Jim Morita aparece en Capitán América: supersoldado, con la voz de Kenneth Choi.